# أجاكسيو

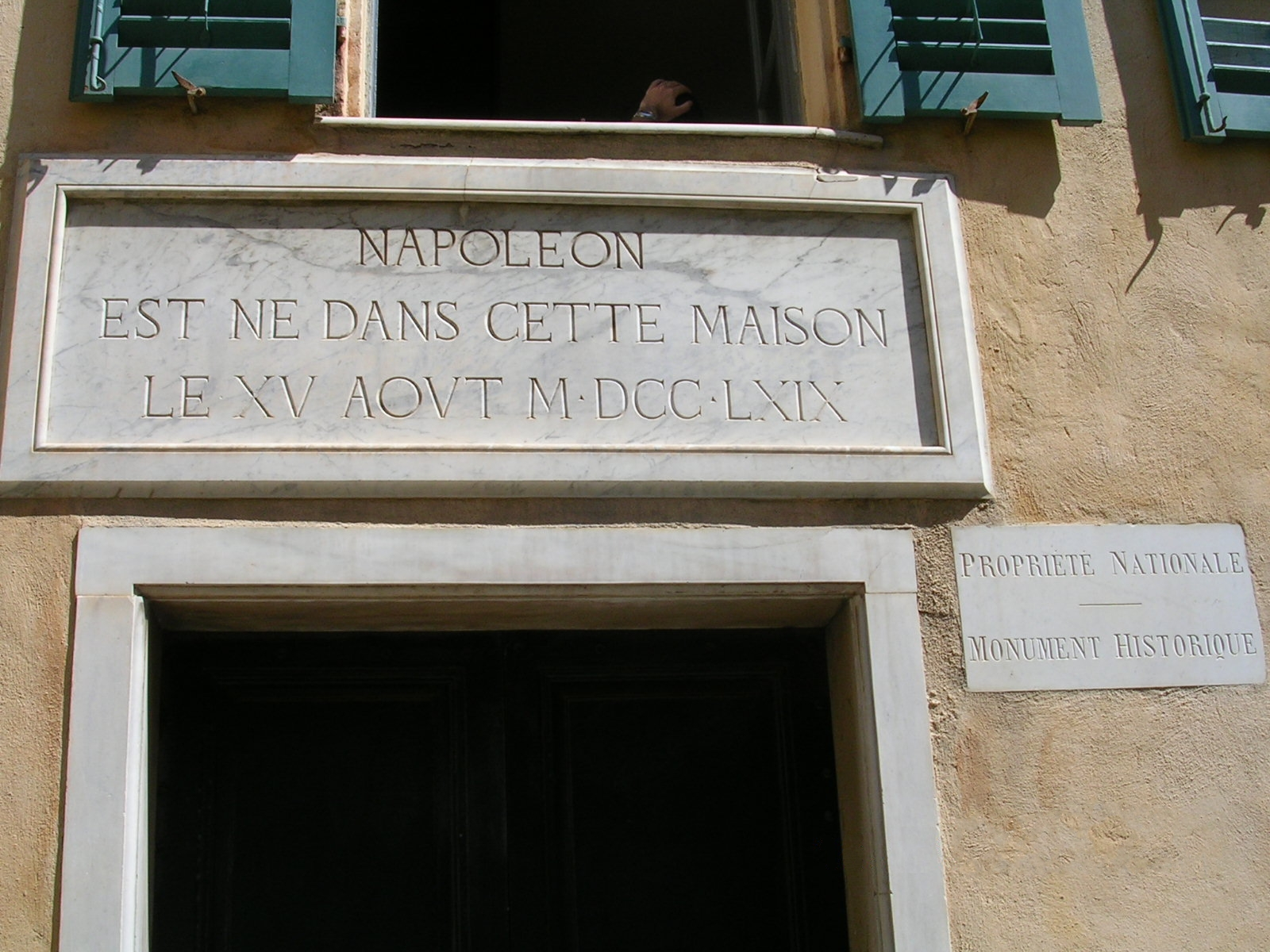
منزل نابليون الأول في أجاكسيو

أَجَكْسِيَة أو أجكسيو أو (نقحرة: أجاكسيو) (بالفرنسية: Ajaccio، بالكورسية: Aiacciu) هي بلدية فرنسية ومركز الإقليم الفرنسي جنوب قرشقة المتواجد في جزيرة قرشقة. نادي كرة القدم المحلي هو نادي أجكسية.

## معرض صور

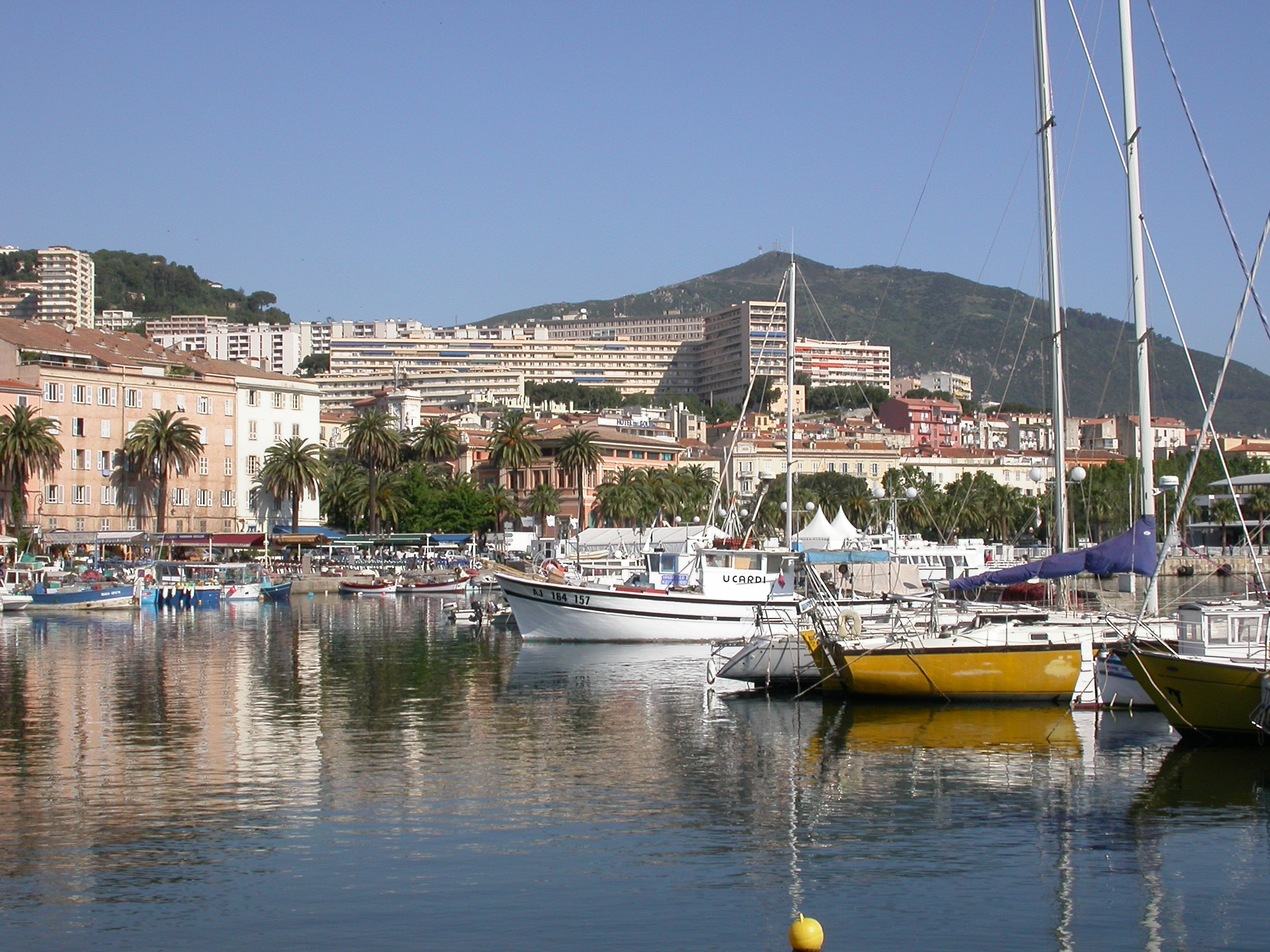
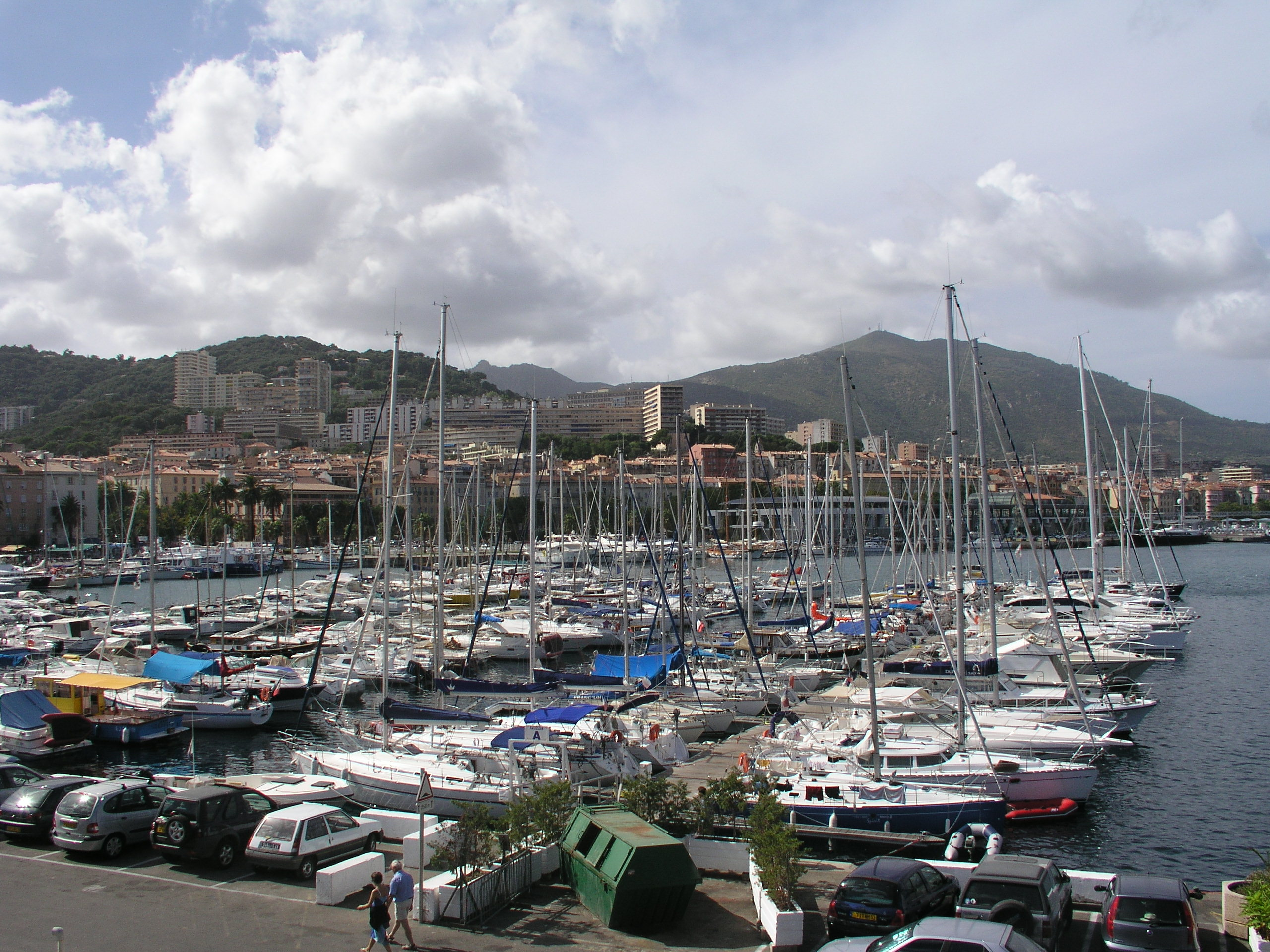
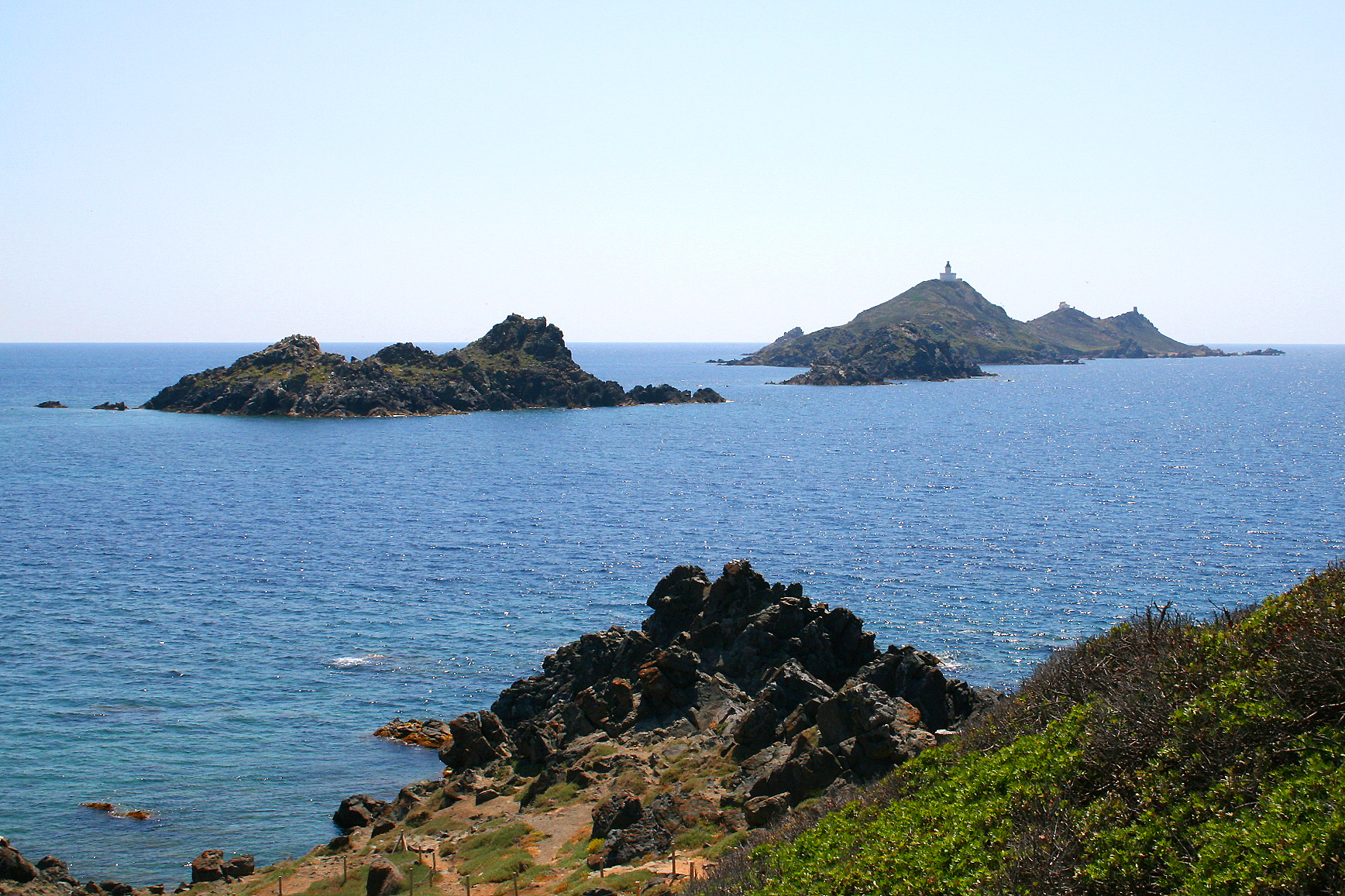

## توأمة
لأجكسية اتفاقيات توأمة مع كل من:
- لا مادالينا
- آق سراي
- ينا
- ميورقة
- دانا بوينت
- مراكش
- Larnaca Municipality  [لغات أخرى]‏ (10 يناير 1989 - )[7]

## أعلام
- لويس بونابرت
- ريمي كابيا
- جيروم بونابرت
- كارولين بونابرت
- لوتشيانو بونابرت
- باسكال أنطوان فيوريلا
- إتيان سانسونيتي